# Inner Mongolia Yili Industrial
Inner Mongolia Yili Industrial Group (abgekürzt Yili Group) ist ein chinesisches Unternehmen mit Firmensitz in Hohhot. Es ist im Aktienindex SSE 50 an der Shanghai Stock Exchange gelistet.
Yili Group produziert und verkauft Milch und auf Milch basierende Produkte wie Milchpulver, Joghurts, kalte Getränke, Eiscremes, Babynahrung, Diätgetränke und Käseprodukte.
Im September 2008 wurde bekannt, dass die Yili Group für ihre Produkte Rohmilch verwandte, die mit der Chemikalie Melamin verseucht war. Das Melamin wurde der Milch beigemischt, um einen höheren Proteingehalt vorzutäuschen. In der Folge wurden bei mindestens 53.000 Kindern Nierenerkrankungen festgestellt und es wird davon ausgegangen, dass mindestens vier Kleinkinder an einer Nierenfunktionsstörung verstarben.